# Половое созревание
Полово́е созрева́ние, также пуберта́тный период или пуберта́т (от лат. pubertas — «возмужалость, половая зрелость») — процесс изменений в организме подростка, вследствие которых он становится взрослым и способным к продолжению рода. Период полового созревания у человека растянут на несколько лет, с 8—9 лет у девочек и с 10—11 у мальчиков, до 16—17 лет у девушек и 19—20 лет у юношей. Половое созревание запускается с помощью сигналов из головного мозга к половым железам: семенникам у мальчиков и яичникам у девочек. В ответ на эти сигналы половые железы вырабатывают различные гормоны, стимулирующие рост и развитие мозга, костей, мышц, кожи и репродуктивных органов. Рост тела ускоряется в первой половине пубертатного периода, а полностью заканчивается с завершением полового созревания. До начала полового созревания различия в строении тела девочки и мальчика сводятся практически только к половым органам. В течение периода полового созревания формируются значительные различия в размерах, форме, составе и функции многих структур и систем организма, наиболее очевидные из которых относят ко вторичным половым признакам.
Термины период полового созревания и пубертат отражают только те изменения, которые происходят в половой системе, но не культурные и социальные аспекты взросления, для характеристики которых более приемлем термин «подростковый период».

## Половые различия в течение пубертата[1]
Несмотря на значительные индивидуальные колебания, пубертат у девочек в среднем начинается в возрасте 9-12 лет, у мальчиков — 10-13, а заканчивается у девушек к 14 годам, у юношей — к 15. У мальчиков основным гормоном полового созревания является тестостерон, который отвечает за все процессы формирования мужчины, и в том числе рост костей в длину. Несмотря на преобладание тестостерона, существенная часть этого гормона в процессе метаболизма превращается в эстрогены, имеющие свойства закрывать зоны роста костей, но уровень эстрогенов у мальчиков нарастает значительно медленнее, чем у девочек, поэтому рост мальчиков идёт дольше и интенсивнее. Если перед началом пубертата мальчики в среднем на 2 см ниже девочек, то к концу этого периода юноши становятся в среднем на 13 см выше девушек.
В процессе женского пубертата доминирующим является эстрогенный гормон эстрадиол, который вызывает рост и развитие молочных желёз и женских половых органов. Эстрадиол у девочек начинает повышаться и доходит до высокого уровня раньше, чем у мальчиков, поэтому девушки достигают половой зрелости и останавливаются в росте раньше, чем юноши.

## Начало полового созревания
Начало пубертата связывают с высокой пульсативной выработкой гонадотропин рилизинг-гормона (ГнРГ) в гипоталамусе, который стимулирует выработку лютеинизирующего и фолликулостимулирующего гормонов в гипофизе. Причина повышения уровня ГнРГ точно не установлена, но предполагается, что в этом большую роль играет лептин, уровень которого значительно возрастает с началом полового созревания и снижается с окончанием последнего.

## Изменения в мужском организме[2]
Половые органы и фертильность
Первым признаком полового созревания у мальчиков является увеличение яичек (адренархе). Яички в промежуток от 1 года до начала пубертата почти не изменяются в размерах, длина составляет 2—3 см, а ширина 1,5—2 см. Через 6 лет после начала пубертата яички достигают объёма 18—20 см³, однако нужно учитывать индивидуальные различия размеров яичек среди мужчин. Яички имеют две основных функции: производство гормонов и выработка сперматозоидов, причём первая начинается раньше и стимулирует вторую. Уже через год после начала созревания в утренней моче мальчиков можно обнаружить сперматозоиды. Половой член (пенис) начинает расти вскоре после начала роста яичек. По мере роста полового члена возникают эрекции, а затем поллюции.
Рост волос (адренархе)
Первыми появляются лобковые волосы, вскоре после начала роста половых органов. Появившись в небольшом количестве у основания полового члена, волосы постепенно становятся гуще и занимают весь лобковый треугольник, после чего распространяются на бёдра и по белой линии живота к пупку. Следом, по истечении нескольких месяцев и даже лет, начинается рост волос в подмышечных областях, около заднего прохода, над верхней губой, около ушей, вокруг сосков и на подбородке. Последовательность и скорость роста волос подвержены индивидуальным различиям. В течение жизни волосы продолжают расти и становятся гуще на руках, ногах, груди, животе и спине. Не у всех мужчин имеется полный рост волос на лице, и не все имеют волосы на груди.
Изменение (ломка) голоса
Под влиянием андрогенов происходит рост гортани, удлинение и утолщение голосовых связок, что делает голос более низким. Изменение голоса обычно сопутствует скачку роста тела и происходит в течение довольно короткого промежутка времени. При этом может наблюдаться нестабильность голоса. Мужской голос устанавливается в среднем к 14-15 годам, и обычно предшествует росту волос на лице.
Мужское телосложение и мускулатура
К концу пубертата юноши имеют более тяжёлые кости и почти вдвое больше мышечной массы, чем девушки. Некоторые кости растут намного быстрее (плечи, челюсти), приводя к заметным различиям в мужском и женском телосложении. Прирост мышечной массы начинается в конце периода полового созревания, достигая максимума через год после скачка роста. Увеличение мышц может продолжаться по окончании пубертата, но более медленно.

## Изменения в женском организме[2]
Молочные железы
Рост груди (телархе) является первым признаком полового созревания, и наблюдается в среднем в возрасте 10,5 лет. Сначала под ареолой с одной или обеих сторон (околососковым кружком) появляется небольшое, болезненное уплотнение. По прошествии 6—12 месяцев уплотнение начинает отмечаться с обеих сторон, оно увеличивается в размерах, становится более мягким и выходит за пределы ареолы. За 2 года молочные железы достигают зрелого размера и формы, соски становятся чётко выраженными. Размеры и форма молочных желёз у девушек имеют выраженные индивидуальные различия.
Лобковые волосы
Волосы на лобке появляются через несколько месяцев после начала роста молочных желёз. У 15 % девочек этот признак появляется первым. Сначала это единичные волоски на половых губах, за 6—12 месяцев распространяющиеся на лобок. В дальнейшем волосы разрастаются и покрывают весь лобковый треугольник.
Половые органы, менструация, фертильность
Под влиянием эстрогенов эпителий влагалища утолщается, и клетки начинают активно отшелушиваться с его поверхности. Шейка матки начинает выделять небольшое количество слизи. Это приводит к появлению беловатых выделений из влагалища — подростковых белей. Яичники и матка увеличиваются в размерах, в яичниках начинают расти фолликулы. При проведении ультразвукового исследования в этом периоде можно увидеть множество мелких кист — фолликул. Первая менструация (менархе) обычно наступает через 2 года после начала роста молочных желёз, и в течение первых 2 лет менструации могут носить нерегулярный характер. В большинстве менструальных циклов в течение первого года овуляция не происходит, а в течение второго года происходит только в половине циклов, поэтому фертильность в этом периоде ограничена, хотя зачатие вполне возможно. В дальнейшем девушка считается достигшей половой зрелости.
Строение тела, распределение жира
В течение пубертата под влиянием высокого уровня эстрогенов происходит рост костей таза в ширину, в результате чего бёдра становятся шире. Жировая ткань нарастает, и к концу пубертата превышает объём жировой ткани юношей в два раза. Жир откладывается, в основном, в области молочных желёз, бёдер, ягодиц, плечевого пояса, лобка.

## Общие для обоих полов признаки[3]
Подмышечные волосы, запах  тела и акне
Под влиянием андрогенов у обоих полов наблюдается рост волос в подмышечных областях и изменение запаха пота за счёт жирных кислот, входящих в его состав. Андрогены также увеличивают секрецию жира сальными железами кожи, что способствует повышенному росту бактерий и появлению акне.

## Влияние различных факторов на начало пубертата
- Исторический сдвиг: средний возраст начала полового созревания значительно снизился с 1840-х годов, уменьшаясь примерно на 4 месяца в десятилетие[2].
- Генетика: у 46 % девочек начало полового созревания приходится на тот же возраст, что и у их матерей, что предполагает влияние генетических факторов. Специфический ген, ответственный за передачу этой информации по наследству, ещё, однако, остаётся неизвестным. Предполагают, что это ген андрогенного гормона.
- Питание: характер питания имеет наибольшее влияние на начало полового созревания, особенно у девочек. Дополнительные калории, помимо требуемых для роста и активности, откладываются в виде подкожного жира, а жир необходим для вынашивания и вскармливания потомства. Поэтому определённое количество жира сигнализирует о том, что организм имеет достаточный запас энергии для полового созревания и фертильности. В вегетарианских семьях, например, отмечается более позднее начало пубертата у девочек, чем в семьях, употребляющих в пищу животные белки.
- Общество: время начала полового созревания имеет расовые, национальные и социальные различия. Средний возраст менархе у разных народов варьирует от 12 до 18 лет: наиболее раннее отмечено у представительниц негроидной расы, а наиболее позднее — у представителей азиатской расы, живущих в высокогорных районах.

## Преждевременное половое развитие
Преждевременное половое развитие — наступление периода полового созревания у девочек до 8 лет и у мальчиков до 9 лет.
При патологических процессах в области шишковидной железы, гипоталамуса в гипоталамо-гипофизарной системе наступают изменения, напоминающие таковые при нормальном половом созревании и секреции гонадотропных гормонов гипофиза, что, в свою очередь, приводит к половому развитию, имитирующему препубертатный и пубертатный периоды (так называемое истинное преждевременное половое развитие как у мальчиков, так и у девочек, которое всегда изосексуальное). При опухолях гонад, опухолях или дисфункции коры надпочечников начинается ложное преждевременное половое развитие: секреция гонадотропинов не усиливается, а чрезмерная выработка половых гормонов корой надпочечников или опухолями гонад не соответствуют изменениям, свойственным нормальному препубертатному или пубертатному периодам, гонады остаются инфантильными.
У девочек ложное преждевременное половое развитие может быть гетеросексуальным — при адреногенитальном синдроме или изосексуальным — при опухолях яичников, у мальчиков — изосексуальным.

### Симптомы
Ускорение роста и увеличение массы тела, опережение сверстников в половом развитии.
У девочек — увеличение молочных желез, появление оволосения на лобке, кровянистых выделений из влагалища, увеличение матки, придатков соответственно препубертатному или пубертатному периодам, в некоторых случаях появляются регулярные менструации.
У мальчиков — увеличение наружных половых органов, появление оволосения на лобке и лице, эрекции, поллюции. Выявляются усиление сосудистого рисунка, гиперпневматизация пазухи основной кости, ускоренная дифференцировка скелета. Раннее закрытие зон роста приводит в конечном итоге к низкорослости.
Может проявляться неврологическая симптоматика: головная боль, быстрая утомляемость, булимия, полидипсия, симптомы поражения глазодвигательных нервов.